# Liste der Baudenkmäler in Beutelsbach
Auf dieser Seite sind die Baudenkmäler in der niederbayerischen Gemeinde Beutelsbach zusammengestellt. Diese Tabelle ist eine Teilliste der Liste der Baudenkmäler in Bayern. Grundlage ist die Bayerische Denkmalliste, die auf Basis des Bayerischen Denkmalschutzgesetzes vom 1. Oktober 1973 erstmals erstellt wurde und seither durch das Bayerische Landesamt für Denkmalpflege geführt wird. Die folgenden Angaben ersetzen nicht die rechtsverbindliche Auskunft der Denkmalschutzbehörde.

## Baudenkmäler nach Ortsteilen

### Beutelsbach
| Lage                             | Objekt                            | Beschreibung | Akten-Nr.              | Bild                              |
| -------------------------------- | --------------------------------- | --- | ---------------------- | --------------------------------- |
| Dorfplatz 2 (Standort)           | Ehemaliges Gemischtwarenhandlung  | zweigeschossiger und winkelförmiger Walmdachbau mit Zwerchgiebel, Kniestock, Eckerkern, Flacherker und profilierten Fensterrahmungen, bezeichnet 1907. | D-2-75-117-1 Wikidata  | BW                                |
| Griesbacher Straße 7 (Standort)  | Katholische Pfarrkirche St. Georg | dreischiffige Basilika mit eingezogenem Polygonalchor und mittlerem Fassadenturm, spätgotisch, Seitenschiffe und Turm 1914 von Michael Kurz; mit Ausstattung; Turm, zweigeschossiger Satteldachbau in der Art eines Torturms, im Kern 16. Jahrhundert.                                                                          | D-2-75-117-2 Wikidata  | Katholische Pfarrkirche St. Georg |
| Kirchenweg 4 (Standort)          | Bauernhaus                        | zweigeschossiger und giebelständiger Flachsatteldachbau mit weitem Dachüberstand und hofseitigen Giebelschroten, 1783. | D-2-75-117-3 Wikidata  | BW                                |
| Vilshofener Straße 37 (Standort) | Wohnhaus des Alten Pfarrhofs      | breit gelagerter, zweigeschossiger und giebelständiger, verputzter Blockbau mit vorschießendem Flachsatteldach, Kniestock, zwei Giebelschroten und Putzgliederungen, im Kern 2. Hälfte 18. Jahrhundert. | D-2-75-117-31 Wikidata | BW                                |
| Vilshofener Straße 39 (Standort) | Ehemaliges Pfarrhaus              | zweigeschossiger Bau mit zwei parallelen, überzwerch verbundenen Walmdächern und Putzgliederung, 1792, im Obergeschoss angebaute Hauskapelle; mit Ausstattung; Nebengebäude, eingeschossiger Schopfwalmdachbau mit verschaltem Kniestock, Bruchsteinsockel und Putzgliederungen, reduzierter Historismus, Ende 19. Jahrhundert. | D-2-75-117-32 Wikidata | BW                                |

### Anham
| Lage               | Objekt                       | Beschreibung | Akten-Nr.             | Bild |
| ------------------ | ---------------------------- | --- | --------------------- | ---- |
| Anham 7 (Standort) | Bauernhaus des Vierseithofes | zweigeschossiger und giebelständiger, gestelzter Flachsatteldachbau mit Dachüberstand, Blockbau-Obergeschoss und zwei Giebelschroten, bezeichnet 1831; Stallstadel mit Remise, geständerter Satteldachbau mit gemauertem Stallteil und Blockbau-Obergeschoss, 2. Viertel 19. Jahrhundert. | D-2-75-117-6 Wikidata | BW   |
| Anham 8 (Standort) | Wohnhaus des Vierseithofes   | zweigeschossiger und traufständiger Flachsatteldachbau mit Kniestock, Dachüberstand, Blockbau-Obergeschoss und zwei Giebelschroten, 2. Hälfte 19. Jahrhundert. | D-2-75-117-7 Wikidata | BW   |

### Au
| Lage            | Objekt                            | Beschreibung | Akten-Nr.             | Bild |
| --------------- | --------------------------------- | --- | --------------------- | ---- |
| Au 7 (Standort) | Ehemaliges Gasthaus zur Grünen Au | zweigeschossiger und traufständiger Flachsatteldachbau mit Dachüberstand, verschaltem Blockbau-Obergeschoss und Traufschrot, Mitte 19. Jahrhundert. | D-2-75-117-8 Wikidata | BW   |

### Bergham
| Lage                 | Objekt                     | Beschreibung | Akten-Nr.              | Bild |
| -------------------- | -------------------------- | --- | ---------------------- | ---- |
| Bergham 1 (Standort) | Vierseithof                | Ende 18. Jahrhundert; Wohnhaus, zweigeschossiger und traufständiger Satteldachbau mit Dachüberstand, verschaltem, teilweise massivem Blockbau-Obergeschoss; Toreinfahrt mit zwei verzierten Türflügeln; Traidkasten, Blockbau mit Satteldach; Stallstadel, giebelständiger Satteldachbau mit Blockbau-Obergeschoss. | D-2-75-117-9 Wikidata  | BW   |
| Bergham 3 (Standort) | Wohnhaus des Vierseithofes | stattlicher zweigeschossiger und giebelständiger verschalter Blockbau mit vorschießendem Satteldach und Traufschroten, bezeichnet 1907. | D-2-75-117-10 Wikidata | BW   |

### Buch
| Lage              | Objekt                                | Beschreibung | Akten-Nr.              | Bild |
| ----------------- | ------------------------------------- | --- | ---------------------- | ---- |
| Buch 1 (Standort) | Ehemaliges Wohnhaus des Vierseithofes | zweigeschossiger und traufständiger, teilweise massiver und verputzter Blockbau mit Satteldach, vorkragender Taufe und Traufschrot, im Kern 1. Drittel 19. Jahrhundert. | D-2-75-117-11 Wikidata | BW   |

### Fadering
| Lage                  | Objekt                     | Beschreibung                                                                                    | Akten-Nr.              | Bild |
| --------------------- | -------------------------- | ----------------------------------------------------------------------------------------------- | ---------------------- | ---- |
| Fadering 1 (Standort) | Wohnhaus des Vierseithofes | verschindelter, zweigeschossiger Blockbau mit Traufschrot, Anfang 19. Jahrhundert, Dach später. | D-2-75-117-12 Wikidata | BW   |
| St 2117 (Standort)    | Kapellenbildstock          | giebelständiger Satteldachbau, Mitte 19. Jahrhundert.                                           | D-2-75-117-14 Wikidata | BW   |

### Hinterskirchen
| Lage                             | Objekt                                      | Beschreibung | Akten-Nr.              | Bild |
| -------------------------------- | ------------------------------------------- | --- | ---------------------- | ---- |
| Hinterskirchen 2 (Standort)      | Zugehöriger Stallstadel eines Vierseithofes | Flachsatteldachbau mit Blockbau-Obergeschoss, um 1785.                                                                        | D-2-75-117-16 Wikidata | BW   |
| Hinterskirchen 25 1/2 (Standort) | Katholische Kapelle St. Pankratius          | Saalbau mit eingezogener, gerundeter Apsis, Steildach und Glockendachreiter, spätromanisch, 13. Jahrhundert; mit Ausstattung. | D-2-75-117-17 Wikidata | BW   |

### Kettenham
| Lage                    | Objekt      | Beschreibung                                                        | Akten-Nr.              | Bild |
| ----------------------- | ----------- | ------------------------------------------------------------------- | ---------------------- | ---- |
| In Kettenham (Standort) | Dorfkapelle | rechteckiger Satteldachbau, Mitte 19. Jahrhundert; mit Ausstattung. | D-2-75-117-19 Wikidata | BW   |

### Langenbruck
| Lage                            | Objekt                       | Beschreibung | Akten-Nr.              | Bild |
| ------------------------------- | ---------------------------- | --- | ---------------------- | ---- |
| Maierholzstraße 13 (Standort)   | Einfirsthof                  | zweigeschossiger und traufständiger Mitterstallbau mit Flachsatteldach und Blockbau-Obergeschoss, im Kern 2. Hälfte 18. Jahrhundert, im 19. Jahrhundert stark erweitert. | D-2-75-117-20 Wikidata | BW   |
| Ortenburger Straße 6 (Standort) | Wohnhaus eines Vierseithofes | zweigeschossiger und giebelständiger Flachsatteldachbau mit Dachüberstand, Blockbau-Obergeschoss und giebelseitigem Schrot, Anfang 19. Jahrhundert.                      | D-2-75-117-22 Wikidata | BW   |

### Ledering
| Lage                  | Objekt                     | Beschreibung | Akten-Nr.              | Bild |
| --------------------- | -------------------------- | --- | ---------------------- | ---- |
| Ledering 4 (Standort) | Wohnhaus des Vierseithofes | zweigeschossiger und traufständiger teilverschalter Blockbau mit Satteldach, Erdgeschoss teilweise versteinert, 18./19. Jahrhundert.      | D-2-75-117-25 Wikidata | BW   |
| Ledering 7 (Standort) | Wohnhaus des Dreiseithofes | zweigeschossiger und verschindelter Blockbau mit gedrehtem, vorschießendem Satteldach, Zwerchgaube und Traufschrot, Ende 18. Jahrhundert. | D-2-75-117-26 Wikidata | BW   |

### Oberham
| Lage                 | Objekt   | Beschreibung | Akten-Nr.              | Bild |
| -------------------- | -------- | --- | ---------------------- | ---- |
| Oberham 2 (Standort) | Hakenhof | Wohnteil, zweigeschossiger, teilweise verschindelter Blockbau mit vorschießendem Satteldach, Kniestock und rückseitig versteinertem Erdgeschoss, Stallstadel mit verbrettertem Ständerbau-Obergeschoss und weitem Traufüberstand; 1. Drittel 19. Jahrhundert, Dach des Wohnteils später und Stadelanbau nach Westen später. | D-2-75-117-27 Wikidata | BW   |

### Thal
| Lage              | Objekt                                                   | Beschreibung | Akten-Nr.              | Bild |
| ----------------- | -------------------------------------------------------- | --- | ---------------------- | ---- |
| Thal 3 (Standort) | Zugehöriges Nebengebäude mit Traidkasten im Obergeschoss | giebelständiger Satteldachbau mit Blockbau-Obergeschoss, 1. Hälfte 19. Jahrhundert.                                                             | D-2-75-117-29 Wikidata | BW   |
| Thal 4 (Standort) | Bauernhaus des Vierseithofes                             | zweigeschossiger und giebelständiger Flachsatteldachbau mit Dachüberstand, Blockbau-Obergeschoss und Giebelschroten, 2. Hälfte 18. Jahrhundert. | D-2-75-117-30 Wikidata | BW   |

### Tillbach
| Lage                           | Objekt                       | Beschreibung | Akten-Nr.              | Bild |
| ------------------------------ | ---------------------------- | --- | ---------------------- | ---- |
| Egglhamer Straße 11 (Standort) | Bauernhaus des Dreiseithofes | zweigeschossiger und traufständiger Satteldachbau mit Dachüberstand, Blockbau-Obergeschoss und Traufschrot, 1. Hälfte 19. Jahrhundert. | D-2-75-117-28 Wikidata | BW   |

### Unterholzen
| Lage                     | Objekt                                  | Beschreibung | Akten-Nr.              | Bild |
| ------------------------ | --------------------------------------- | --- | ---------------------- | ---- |
| Unterholzen 2 (Standort) | Wohnhaus eines ursprünglichen Zwiehofes | zweigeschossiger und giebelständiger Satteldachbau mit Dachüberstand, Kniestock, Blockbau-Obergeschoss und Giebelschroten, Anfang 19. Jahrhundert. | D-2-75-117-33 Wikidata | BW   |

### Weihersberg
| Lage                     | Objekt                                    | Beschreibung               | Akten-Nr.              | Bild |
| ------------------------ | ----------------------------------------- | -------------------------- | ---------------------- | ---- |
| Weihersberg 3 (Standort) | Kapellenbildstock mit stichbogiger Nische | 2. Hälfte 19. Jahrhundert. | D-2-75-117-35 Wikidata | BW   |

### Wimpassing
| Lage                    | Objekt                       | Beschreibung                                                                                                | Akten-Nr.              | Bild |
| ----------------------- | ---------------------------- | --- | ---------------------- | ---- |
| Wimpassing 1 (Standort) | Wohnhaus eines Vierseithofes | zweigeschossige Walmdachbau mit Kniestock und verschaltem Blockbau-Obergeschoss, 1. Drittel 19. Jahrhundert | D-2-75-117-36 Wikidata | BW   |

## Ehemalige Baudenkmäler
In diesem Abschnitt sind Objekte aufgeführt, die früher einmal in der Denkmalliste eingetragen waren, jetzt aber nicht mehr. Objekte, die in anderem Zusammenhang also z. B. als Teil eines Baudenkmals weiter eingetragen sind, sollen hier nicht aufgeführt werden. Aktennummern in diesem Abschnitt sind ehemalige, jetzt nicht mehr gültige Aktennummern.

| Lage                       | Objekt                      | Beschreibung | Akten-Nr.             | Bild |
| -------------------------- | --------------------------- | --- | --------------------- | ---- |
| Aicha Aicha 4 a (Standort) | Stallstadel mit Traidkasten | Blockbau-Obergeschoss mit vorschießenderm Satteldach und Traufschrot, nach Westen verschindelt, 1. Hälfte 19. Jahrhundert. | D-2-75-117-4 Wikidata | BW   |

## Abgegangene Baudenkmäler
In diesem Abschnitt sind Objekte aufgeführt, die früher einmal in der Denkmalliste eingetragen waren, jetzt aber nicht mehr existieren, z. B. weil sie abgebrochen wurden. Aktennummern in diesem Abschnitt sind ehemalige, jetzt nicht mehr gültige Aktennummern.

| Lage                                     | Objekt    | Beschreibung                                                        | Akten-Nr.              | Bild |
| ---------------------------------------- | --------- | ------------------------------------------------------------------- | ---------------------- | ---- |
| Langenbruck Maierholzstraße 4 (Standort) | Einzelhof | Wohnhaus, verschalter Blockbau mit Flachdach, Mitte 19. Jahrhundert | D-2-75-117-24 Wikidata | BW   |